# W. Spindler

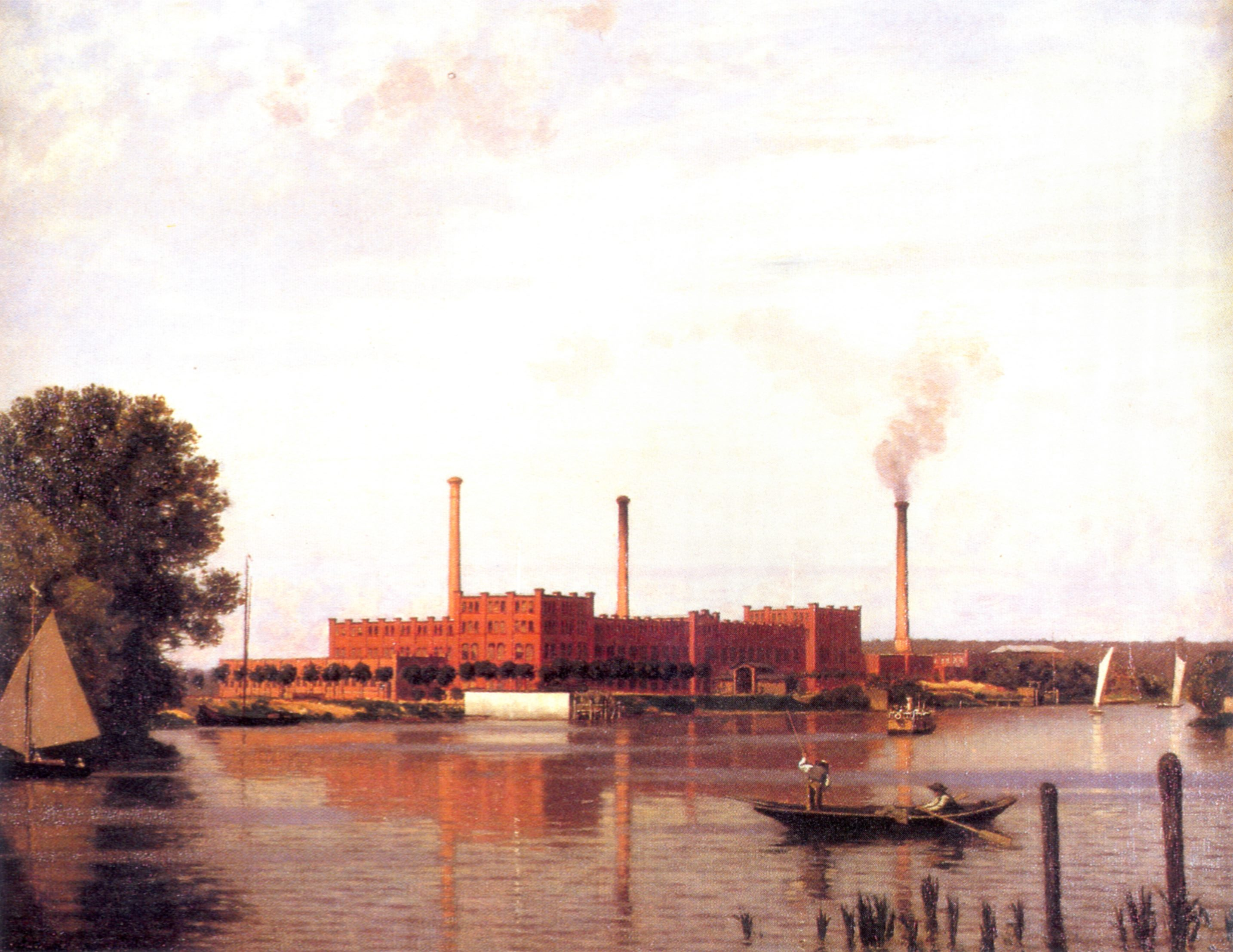
Spindlers Fabrik im Jahr 1881

Das Unternehmen W. Spindler (kurz für Wilhelm Spindler) war ein Wäscherei- und Färberei-Unternehmen, das 1832 von Wilhelm Spindler in Berlin gegründet und später durch seinen Sohn Carl Spindler geleitet wurde. Es hatte zunächst in Alt-Berlin einige Dienstleistungseinrichtungen eröffnet. Ab 1873 wurde der Hauptsitz nach Oberspree nahe Köpenick, später Spindlersfeld genannt, verlagert. Dort firmierte es als Anstalt zur chemischen Reinigung, Wäscherei und Färberei. Es war zu seiner Zeit der größte deutsche Wäschereibetrieb und der Vorreiter der chemischen Reinigung in Deutschland. Anfang der 1920er wurde es von der Schering AG übernommen und bildete zu DDR-Zeiten das Stammwerk des VEB Rewatex, später, unter Mitwirkung der Treuhandanstalt, Rewatex AG. Mitte der 1990er erfolgte die endgültige Schließung am Standort Spindlersfeld.

## Anfänge des Unternehmens
Die Geschichte des Unternehmens begann in Berlin-Mitte mit der Gründung einer kleinen Seidenfärberei durch Wilhelm Spindler am 1. Oktober 1832 in den Kellerräumen in der Burgstraße 3. 1841 erwarb er in der Nähe des Spittelmarktes in der Wallstraße 12 ein Grundstück für eine Färberei und Wäschereifabrik. Weitere Filialen wurden in der Folgezeit in der Poststraße 11, in der Friedrichstraße 153a und in der Leipziger Straße 36 eröffnet.
Als erster in Deutschland führte Wilhelm Spindler 1854 die chemische Reinigung ein. Bei diesem Verfahren wurde die Kleidung mit Benzol bzw. Benzin unter Ausschluss von Wasser (also „trocken“, daher auch „Trockenreinigung“) in einem Bad gesäubert. Dies bewirkte eine schonende Behandlung der Kleidung und zugleich ein hohes Arbeitsaufkommen, wodurch Spindlers Unternehmen kontinuierlich wachsen konnte. Spindlers Söhne William und Carl traten frühzeitig in die Fußstapfen des Vaters, wurden um 1870 Unternehmensteilhaber und beteiligten sich unter anderem an der Entwicklung neuer Färbetechniken und Waschverfahren.

## Das Werk in Spindlersfeld

### Der Standort

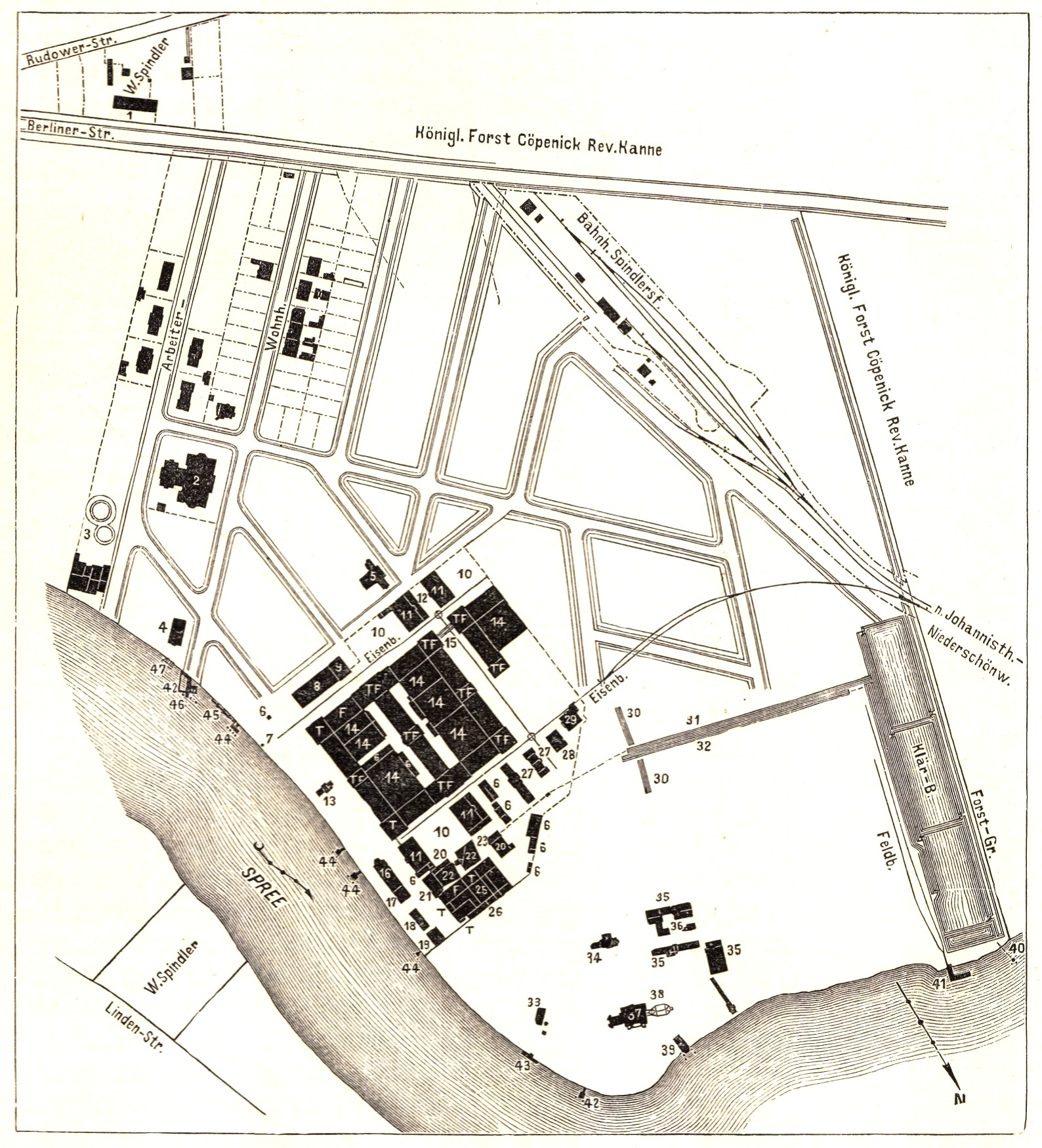
Lageplan des Fabrikareals im Jahr 1896

Die Grundstücke in Alt-Berlin erwiesen sich bald für die steigenden Anforderungen als zu klein. Spindler kaufte deshalb im Jahre 1871 ein etwa 50 Hektar großes Gelände auf der Köpenicker Feldmark, die der brandenburgischen Provinzialregierung gehörte. Er fasste nun seine verschiedenen Dienstleistungen als Großwäscherei, die Anstalt zur chemischen Reinigung, Wäscherei und Färberei, zusammen. Köpenick mit seiner unmittelbaren Lage am Wasser bot sich als Standort der neuen Fabrik besonders gut an, da das Wäschereigewerbe in der ersten Hälfte des 19. Jahrhunderts hier bereits zu einem der Hauptwirtschaftsfaktoren geworden war; 200 kleine und mittlere Wäschereien gab es 1855 dort. Auch andere namhafte Berliner Unternehmen zogen zum Ende des 19. Jahrhunderts in das Berliner Umland, weil sich dort auf billigem Baugrund expandieren ließ und die zu leistenden Steuern geringer als in Berlin waren.
Die Anwohner nannten das bis dahin namenlose Gebiet gegenüber der Köpenicker Altstadt bald Spindlersfeld nach dem neuen Großunternehmen; die Bezeichnung war jedoch noch nicht offiziell. Vor der Übergabe des Gutsbezirks Köpenick von der brandenburgischen Provinzialregierung an die Stadt Köpenick legte sich diese im Frühjahr 1873 darauf fest, dass das Areal keinen gesonderten Namen tragen solle. Spindlers Söhne setzten sich jedoch dafür ein, dass der Name Spindlersfeld amtlich wird. Sie argumentierten damit, dass das Spindlersche Unternehmen zu dem Zeitpunkt als „W. Spindler – Wäscherei, Färberei und chemische Reinigung – Berlin C und Spindlersfeld bei Coepenick“ landesweit bekannt war und sich Spindlersfeld zu einem vollwertigen Stadtteil entwickle und deshalb auch einen eigenen Namen tragen solle. Am 29. Dezember 1873 bestätigte die brandenburgische Provinzialregierung den Namen Spindlersfeld als offiziell und dass dieser auch in Zukunft beibehalten werden soll.
Nordwestlich des Betriebsgeländes ließ sich Carl Spindler 1876 am Spreeufer im heutigen Eiselenweg 10 die Villa Spindler errichten, die, nachdem sie im Zweiten Weltkrieg durch einen Bombentreffer beschädigt worden war, in den 1950er Jahren zu einem Kinderheim umgebaut wurde und später Verwaltungsräume der Deutschen Reichsbahn beherbergte. 2002 wurde die Villa in ein Mehrfamilienhaus umgewandelt. In der heutigen Oberspreestraße 176 befindet sich ein von den Spindlers vor 1896 errichtetes mehrstöckiges Wohnhaus.

### Das Werk

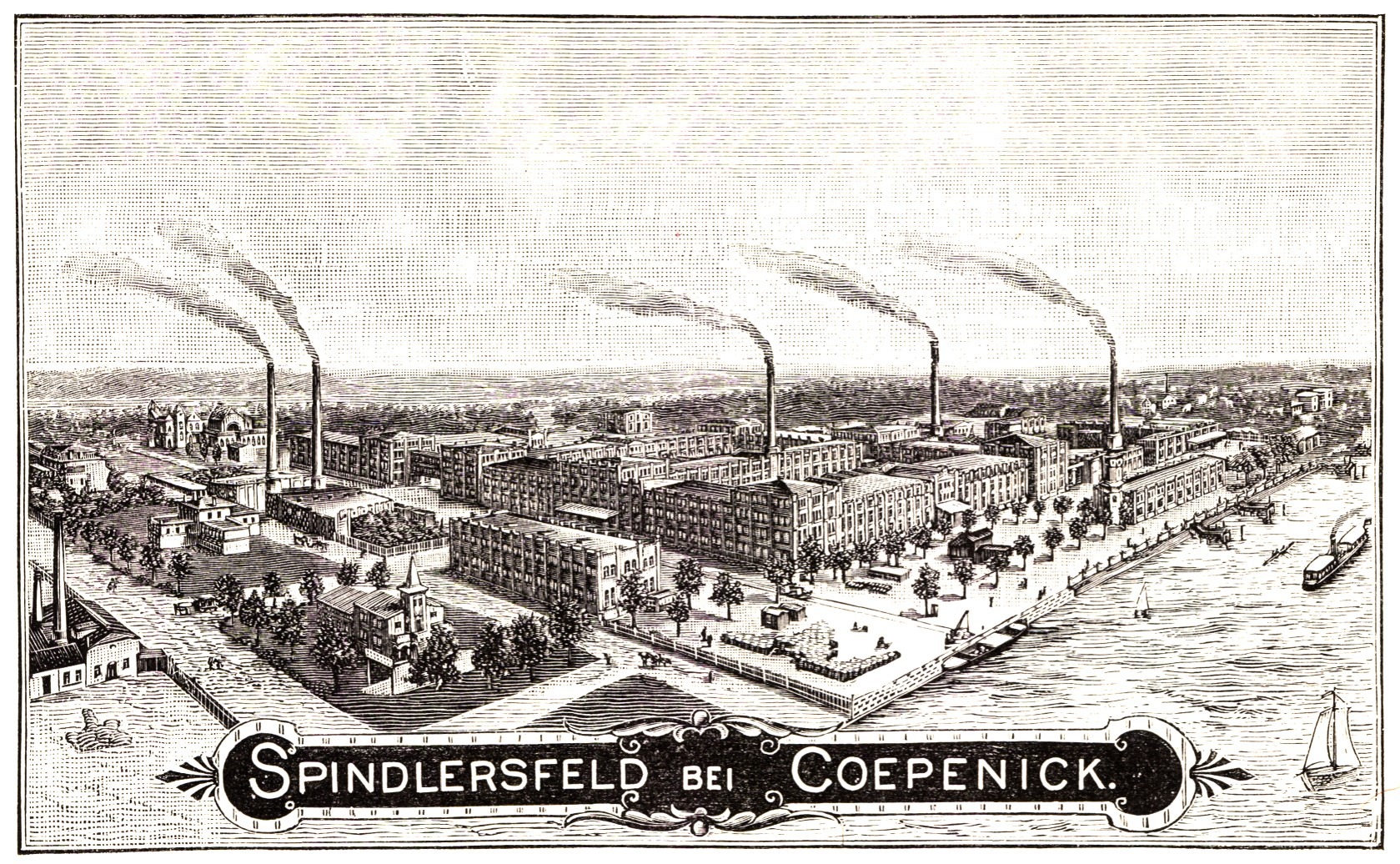
Spindlers Fabrik um 1896

Der erste Flügel des Hauptgebäudes wurde am 24. April 1873 eingeweiht und die Wollfärberei dorthin verlegt. Nachdem Wilhelm Spindler am 28. April 1873 verstorben war, führten seine beiden Söhne die Geschäfte weiter. Im Jahre 1896 waren in der Spindlersfelder Fabrik 1886 und in den weiteren Niederlassungen in Berlin und anderen Städten 281 Beamte und Arbeiter beschäftigt.
Das Unternehmen besaß zum damaligen Zeitpunkt folgende Abteilungen (nach Berlin und seine Bauten):
I. Färberei und Druckerei seidener Garne,
II. Färberei und Druckerei wollener Garne,
III. Färberei, Druckerei und Bleicherei baumwollener und Chinagrasgarne,
IV. Färberei und Appretur wollener, baumwollener und seidener Stückwaren,
V. Zeugfärberei (Sammelname für die Abteilung, die sich mit dem Färben, Reinigen, Waschen, Auffrischen und der Appretur von Stoffen und Kleidungsstücken aller Art sowie von Möbelstoffen, Gardinen, geflochtenem Stroh, Putzfedern und Daunen, Pelzwerk usw. beschäftigte.)

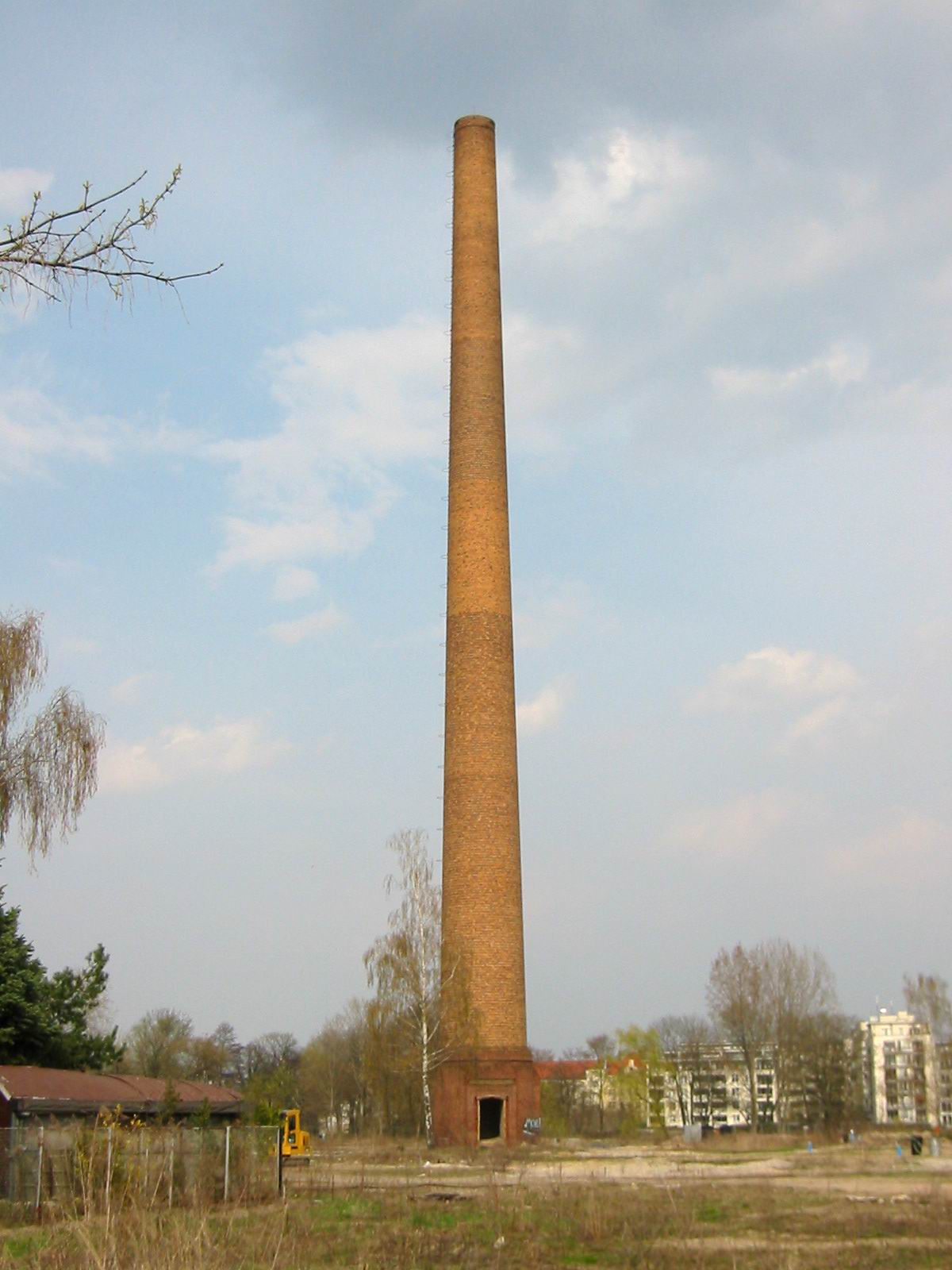
Schornstein auf dem Werksgelände

Zum Betrieb der Anlage standen 35 Dampfkessel, 22 Dampfmaschinen und zehn Dampfpumpen zur Verfügung. Für die Beleuchtung gab es eine eigene Gasanstalt und neun Dynamomaschinen. (Die Gasanstalt lieferte gleichzeitig auch Gas für die umliegende Gegend in Spindlersfeld.) Die Räume wurden mit Dampf beheizt und die Belüftung der Räume erfolgte zum einen durch die reichlich vorhandenen Fenster und zum anderen durch die in fast sämtlichen Hauptpfeilern eingebauten Luftkanäle. Des Weiteren gab es eine genaue Aufteilung der Arbeiter in den Räumen, sodass sich nie mehr als 32 Personen in einem Raum mit 1000 Kubikmeter Rauminhalt aufhielten. Die chemische Reinigung erfolgte weitgehend in geschlossenen Systemen, wodurch man das Benzin wiedergewinnen konnte. In einer Fettdestillationsanlage wurden abgeschiedene Fette zu Seife verarbeitet.
Am 1. April 1892 fand die Eröffnung der von der Firma Spindler finanzierten und von der Görlitzer Bahn ausgehenden Nebenstrecke nach Spindlersfeld statt, wodurch die Lieferung von Verbrauchsmaterial und der Versand der bearbeiteten Textilien vereinfacht wurde. Spindlersfeld ist seitdem mit einem Personenbahnsteig an die Stadteisenbahn angeschlossen. Die S-Bahn Berlin betreibt auch heute noch die Strecke vom S-Bahnhof Schöneweide über S-Bahnhof Oberspree zur Endhaltestelle am S-Bahnhof Spindlersfeld. Vor der Bahnverbindung war die Spree der wichtigste Transportweg – jährlich wurden bis zu 8000 Tonnen Steinkohle herangeschafft.
Eine Betriebsfeuerwehr sorgte für den Brandschutz in der Fabrik und der umliegenden Gegend. Die Reinigung der Abwässer wurde 1907 als „mustergültig“ bezeichnet. Das Abwasser wurde in mehreren Stufen in einer eigenen Kläranlage aufbereitet und anschließend zum Bewässern der beiden Park- und Gartenanlagen verwendet. Im Zusammenhang mit dem Bau der Kanalisation im Jahre 1903 in Köpenick stellte das Unternehmen die Kläranlage für einen Versuch für die Stadt zur Verfügung.

### Leistungen und Wohlfahrtseinrichtungen
Mit seinem sozialen Anspruch und den Wohlfahrtseinrichtungen des Werkes und der Gründung eines eigenen Rudervereins für die Arbeiter seines Werkes stellte Wilhelm Spindler eine Ausnahme in der damaligen Zeit dar. Zu den Einrichtungen zählten eine eigene Betriebskrankenkasse, ein Betriebskindergarten, eine Bibliothek und zwei Sparkassen. Des Weiteren standen den Mitarbeitern und ihren Familienangehörigen eine Warm- und eine Flussbadeanstalt sowie sportliche Anlagen zur Verfügung. In einem 1890 von Walter Kyllmann errichteten Erholungshaus gab es für sie eine Restauration, in der auch Unterhaltungsabende stattfanden. Die Lehrlinge der Färberei erhielten kostenfreien Chemieunterricht in der Betriebsberufsschule und die Mitarbeiter bezahlten Sommerurlaub für die Dauer von einer Woche. Die tägliche Arbeitszeit (mit Ausnahme des Sonntags) war auf zehn Stunden begrenzt. Am Ufer der Spree ließ Spindler einige Bootsstege und Bootshäuser anlegen, unter anderem auch für den betriebseigenen, 1878 gegründeten Ruderverein. Am Spreeufer im heutigen Mentzelpark wurde sogar eine Haltestelle für die Dampfer der Dampfschiffahrtsgesellschaft Stern errichtet. Auch den alten hölzernen Müggelturm ließ Carl Spindler errichten.

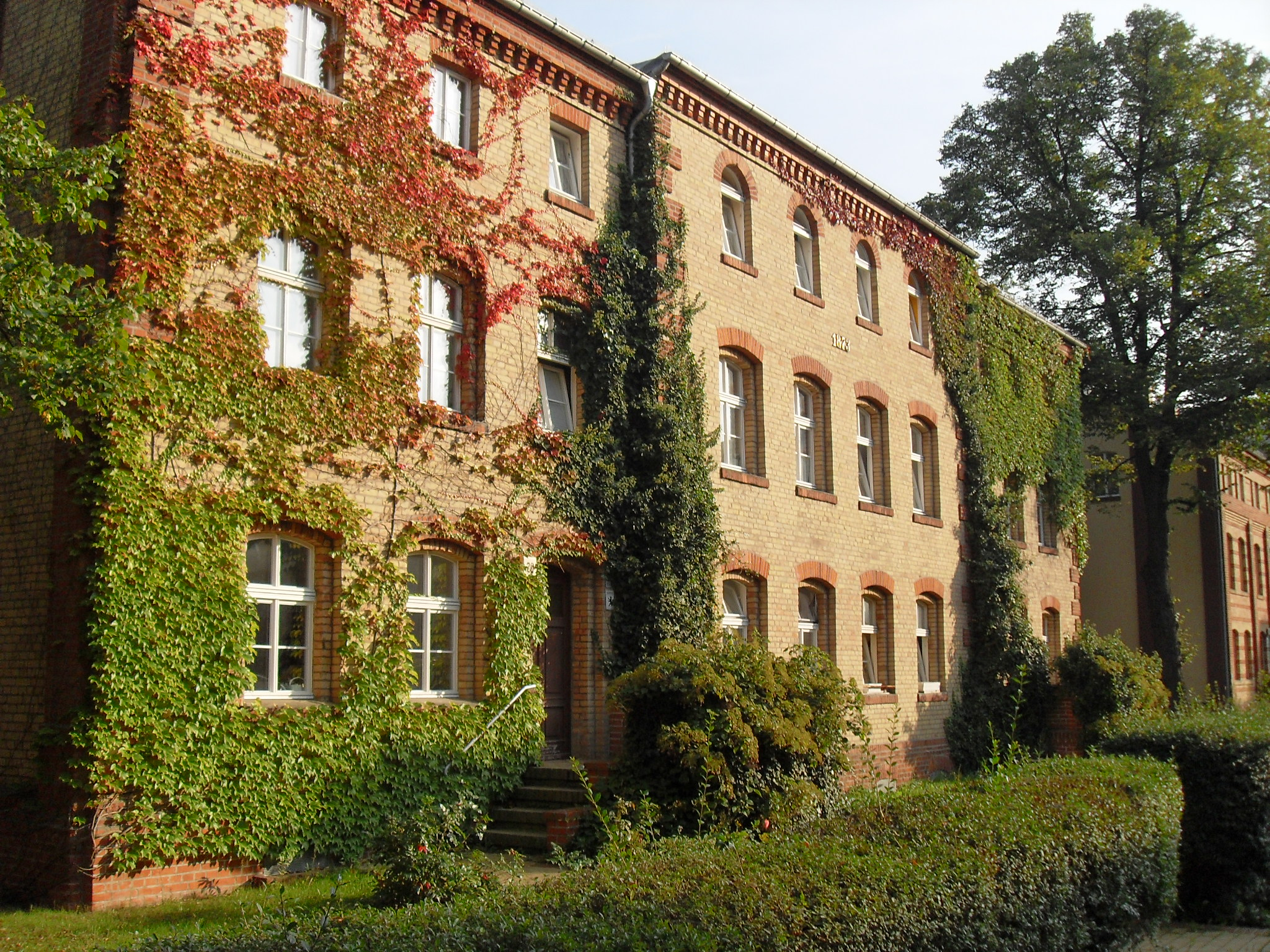
Spindlerbauten von 1873 in der Mentzelstraße

Parallel zum Bau der Großwäscherei errichtete das Unternehmen auch eine Arbeitersiedlung mit Gebäuden in der Mentzelstraße (vier Gebäude von 1873, eins von 1875) und in der Färberstraße (zwei Gebäude von 1887), den sogenannten „Spindlerbauten“. Dort fanden bis zu 50 Arbeiterfamilien preiswerte Wohnungen direkt in der Nähe der Fabrik. Die Arbeitersiedlung war die erste in Berlin, die durch ein Industrieunternehmen angelegt wurde. Die Wohnhäuser hatten schon zur Zeit der Errichtung Anschluss an das Gas- und Wassernetz der Wäscherei. Mittlerweile stehen die Spindlerbauten unter Denkmalschutz.

## Weitere Unternehmensentwicklung

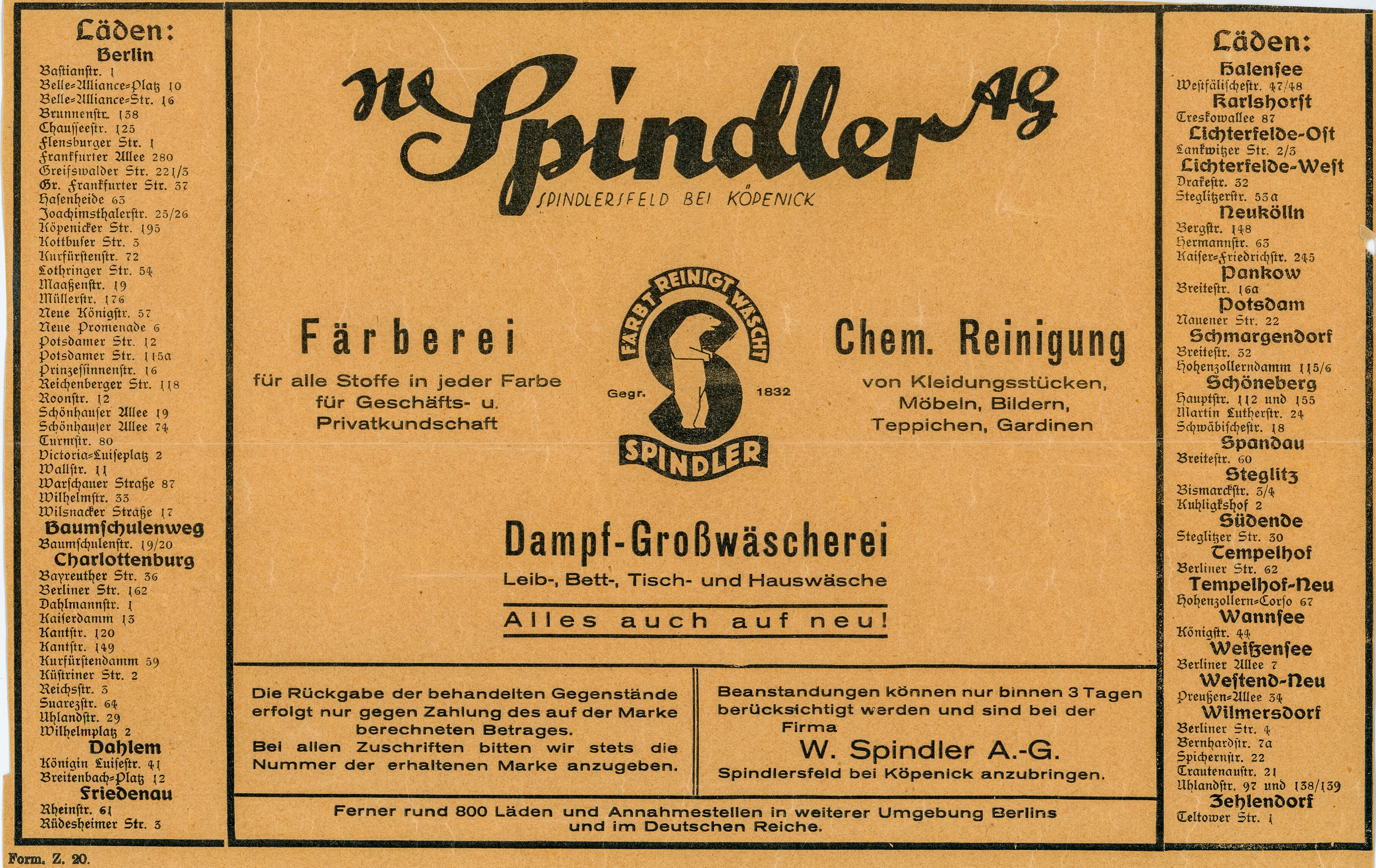
Werbung der W. Spindler A.-G.

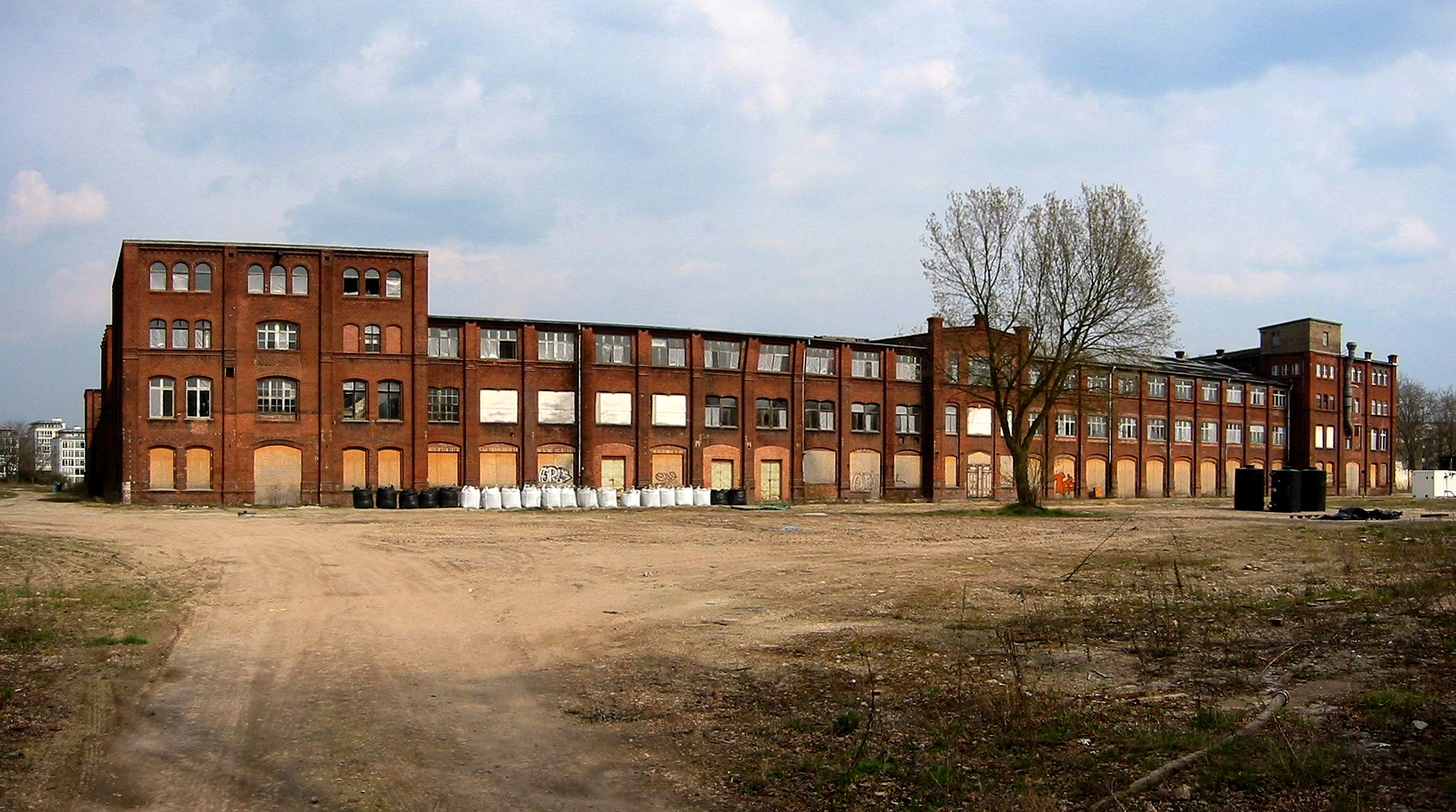
Ansicht des Hauptgebäudes von Westen

### Vom Kaiserreich bis zur Weimarer Republik
1881 trat William Spindler († 1889) aus gesundheitlichen Gründen aus dem Unternehmen aus und sein Bruder Carl wurde alleiniger Inhaber. 1893 wurden sämtliche noch vorhandenen Filialen in Berlin geschlossen und der komplette Betrieb in die Werke in Spindlersfeld verlegt. Nach dem Tod Carl Spindlers 1902 übernahmen drei seiner Söhne (Wilhelm, Ernst und Erich) das Unternehmen und führten es als offene Handelsgesellschaft weiter. Sie weiteten das Geschäft wieder aus und errichteten in Berlin 16 neue Filialen. Auch das Werk in Spindlersfeld wurde vergrößert. Bei den Arbeiterstreiks zwischen 1904 und 1906 war auch W. Spindler betroffen.
1922 wurde das Unternehmen in eine Aktiengesellschaft umgewandelt und zwischen 1922 und 1925 übernahm die Schering AG die Aktienmehrheit des Unternehmens. Der Spindlersfelder Standort wurde der zweite Standort Scherings in Berlin neben dem in der Müllerstraße in Wedding.

### Zeit des Nationalsozialismus
Von der Zentralen Dienststelle für Juden wurden reichsdeutsche Juden spätestens ab 1941 zum Geschlossenen Arbeitseinsatz in die Wäscherei zwangsverpflichtet. Dort gab es 1941 zwei jüdische Abteilungen. Ihr Arbeitsentgelt betrug „ungefähr die Hälfte von dem, was eine arische ungelernte Arbeiterin verdient[e]“. Die Arbeitszeit betrug neun Stunden, die Arbeit war körperlich anspruchsvoll (große Hitze, hohe Luftfeuchtigkeit, teilweise keine Belüftung, Kisten mit hohem Gewicht) und die Zentrale Dienststelle für Juden sorgte ferner dafür, dass die Anreise für Juden weit war. Gegenüber den Juden herrschte überwiegend eine „Zuchthäusler-Stimmung“. Der Direktor war besonders judenfeindlich. Er verbot und bestrafte die Zusammenarbeit von Juden (z. B. gemeinschaftliches Tragen schwerer Kisten), die zuvor von deren direkten Vorgesetzten ausdrücklich erlaubt worden war. Er verhinderte außerdem die Entlassung einer kranken Zwangsarbeiterin, deren Entlassungspapiere bereits von einem Abteilungsleiter ausgefertigt waren. Ferner äußerte er gegenüber dem Waschmeister, er solle „nicht so human mit diesen Judenweibern [sein]“.
Darüber hinaus gab es 1941 eine Abteilung mit französischen Kriegsgefangenen. Gemäß den ausgehängten Merkblättern war es streng verboten, mit ihnen mehr als nur sachlich über die Arbeit zu sprechen.
In dieser Zeit richtet sich die Wäscherei stark auf militärische Wäsche aus.

### Kriegsende
Kurz vor dem Ende des Zweiten Weltkriegs hat sich noch eine Notbelegschaft im Spindlersfelder Werk befunden. Am Vormittag des 23. April 1945 setzte ein Feuergefecht ein, durch das einige Gebäude in Brand gerieten. Am Nachmittag des 23. April 1945 übergab dann der zur Notbelegschaft gehörende Leiter der Scheringbetriebe das Werk an die Sowjets. Am 24. April 1945 wurde der Leiter der Scheringbetriebe zur Vernehmung nach Köpenick gebracht. Nach seiner Rückkehr am selben Tag wurden fünf Belegschaftsmitglieder vermisst und nach einigen Tagen erschossen aufgefunden.
In der Zeit ab dem 23. April plünderten sowjetische Soldaten und „Köpenicker Frauen“ das Werk. Am 29. April 1945 wurde mit 80 Mitarbeitern begonnen, das Werk wieder aufzubauen. Am 2. Mai 1945 begannen dann jedoch die Sowjets mit der Demontage des Werkes.

### Nachkriegs- und DDR-Zeit

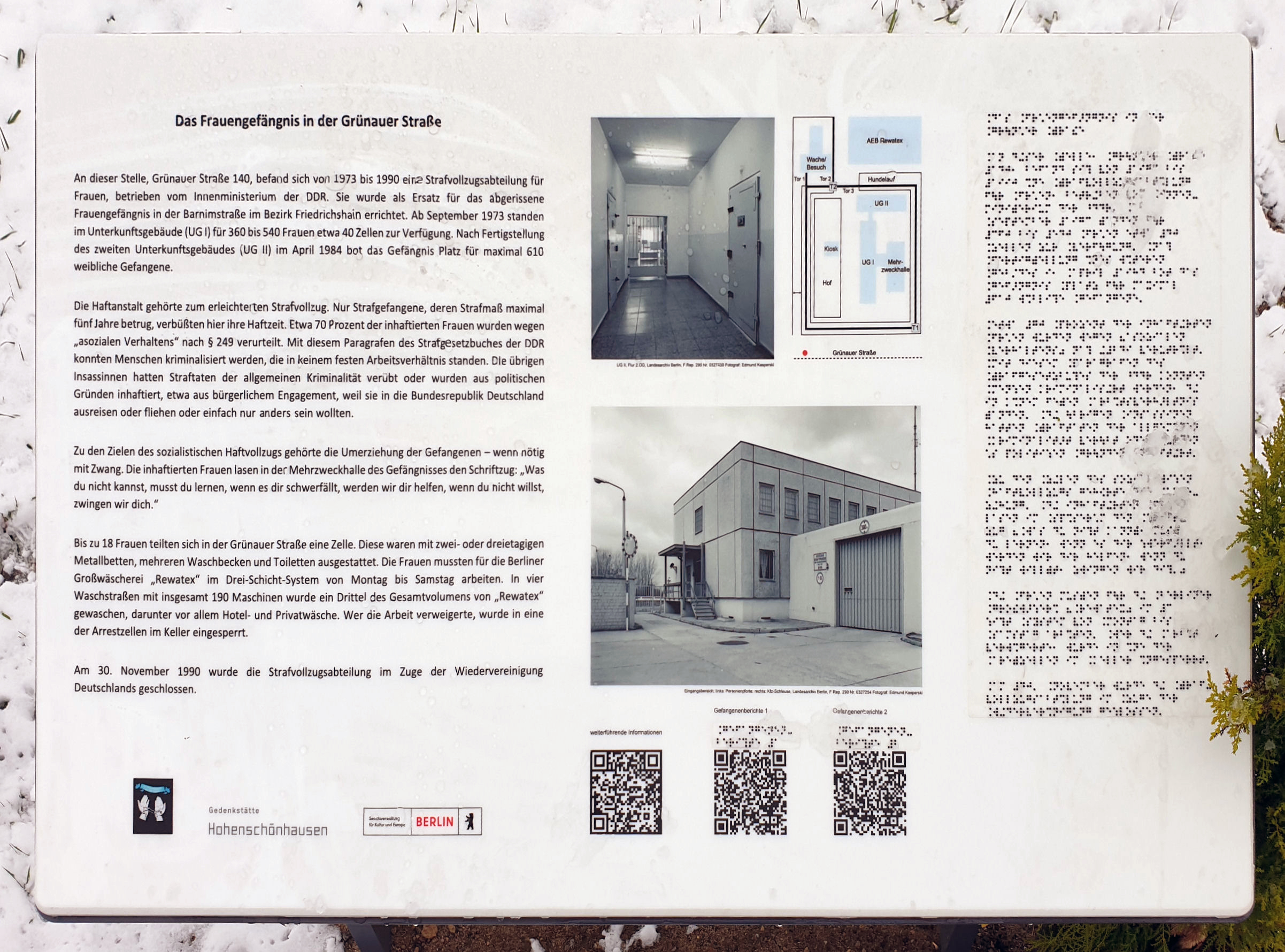
Gedenktafel am ehemaligen Frauengefängnis Grünauer Straße 140, in Berlin-Köpenick

Nach dem Zweiten Weltkrieg wurden die Ostberliner Schering-Betriebe 1946 unter Treuhandschaft gestellt und 1949 enteignet. Sie wurden Volkseigentum und aufgespalten. Der in Spindlersfeld liegende Wäscherei- und Reinigungsbetrieb firmierte ab 1953 als VEB Blütenweiß , nach Betriebsübernahmen ab 1961 als VEB Vereinigte Wäschereien Berlin Rewatex (kurz VEB Rewatex, abgeleitet von dem Spruch „reinigt und wäscht Textilien“) und ab 1. Juli 1981 als VEB Kombinat Rewatex Berlin. Anfangs waren 3000 und um 1989 rund 4500 Mitarbeiter bei Rewatex beschäftigt. Dazu kamen bis zu 600 weibliche Häftlinge aus der 1973 in Köpenick errichteten Strafvollzugseinrichtung, dem Ersatz für das Frauengefängnis Barnimstraße und einige Hundert Angestellte, die als Gastarbeiter aus Vietnam angeworben worden waren.
Die Zufahrtsstraße zum Haupteingang der Wäscherei wurde 1962 von Karl-Spindler-Straße in Ottomar-Geschke-Straße umbenannt.
1972 entstand in der Spindlersfelder Wäscherei der 24-minütige Dokumentarfilm Wäscherinnen – Über die Arbeit der Lehrlinge bei Rewatex unter der Regie von Jürgen Böttcher.

### 1990 bis 2003

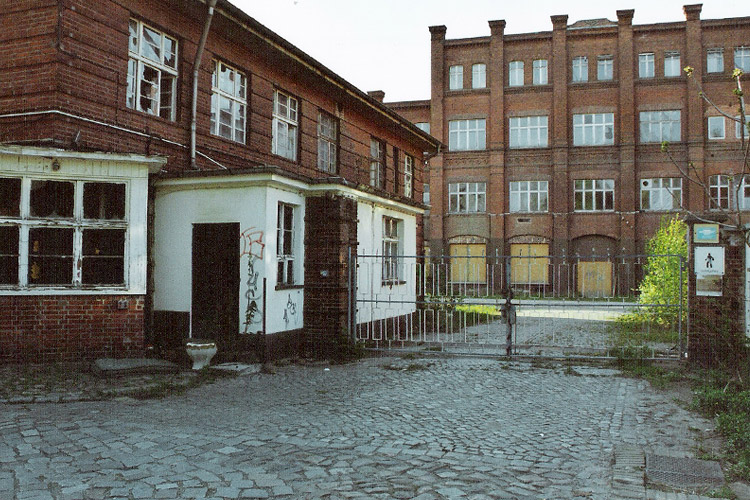
Gebäude am Haupteingang (Pförtnerhaus)

Nach der Wende firmierte das Unternehmen in Rewatex AG um. 1992 wurde es von der Kölner Larosé Hygiene-Service-GmbH übernommen. Diese setzte den Betrieb auf dem Gelände Spindlersfeld aber nur bis Mitte der 1990er Jahre fort, alle Aktivitäten wurden in den Betriebsteil Grünauer Straße verlagert. Im Jahr 2000 war die Imhoff-Industrieholding Eigentümer des Geländes.
Die Anlagen in Spindlersfeld sind seit der Jahrtausendwende nur noch eine Industrieruine. Einige Hallen und Bauten wurden abgerissen, die übrigen unter Denkmalschutz gestellt. In der Ottomar-Geschke-Straße stehen noch die Gebäude am Haupteingang und der Kindergarten. Weiterhin erhalten sind das große Hauptgebäude (Ringbau), in der Ernst-Grube-Straße ein Verwaltungsgebäude von 1905 und ein hoher Schornstein sowie in der Färberstraße und der Mentzelstraße mehrere Häuser der früheren Arbeitersiedlung.

### 2003 bis 2011: Sanierungen und Vermarktung
Im Jahr 2003 begann ein Programm zur Altlastensanierung des ehemaligen Firmengeländes, das mehrere Jahre andauerte. Es ist geplant, im Ringbau „wohnverträgliches Gewerbe unterzubringen“ und das übrige Gelände mit Wohnhäusern und Stadtvillen zu bebauen.
In der Nacht vom 29. auf den 30. September 2006 brannte es im Hauptgebäude. Der Schaden hielt sich in Grenzen; zerstört wurden die oberen beiden Geschosse mitsamt Dachstuhl des nördlichen an der Spree gelegenen Eckturms des Hauptgebäudes. Die Brandursache konnte nicht ermittelt werden. Das Fabrikgelände wurde mit zunehmendem Verfall zu den sogenannten „Rotten Places“ gerechnet und als solcher vielfach auf Blogs dokumentiert.

### Ab 2011: Vorhaben Wasserstadt Spindlersfeld
Die Kanton Grundstücksentwicklungsgesellschaft erwarb im Jahr 2005 das rund zehn Hektar große Gelände. Nach ihren Planungen wird das Gelände der früheren Spindlerfabrik zu einer „Wasserstadt“ umgestaltet. Der Architekt Klaus Theo Brenner lieferte die Pläne, denen zufolge mehr als 700 Eigentumswohnungen, Parkanlagen und eine Kindertagesstätte entstehen sollen. In den Baudenkmalen sind 350 Wohnungen vorgesehen, 350 Wohnungen werden als Neubauten errichtet. Neben Wohnungen im denkmalgeschützten Ringbau entstehen auch Neubauten. Wegen zahlreicher Einwände im Hinblick auf den Naturschutz, den Lärmschutz und die zu erwartende Verschattung durch die hohen Wohntürme mussten die Bebauungsplanverfahren mehrmals geändert werden. Die Bezirksverwaltung erteilte im Februar 2018 die Baugenehmigung für die „Spindler Towers“, die im Jahr 2020 fertig sein sollen. Zur geplanten Infrastruktur gehören auch Erschließungsstraßen mit Pkw-Stellplätzen, ein Kinderspielplatz und Neuanpflanzungen von Bäumen. Im Erdgeschoss des zentral gelegenen historischen Wäschereigebäudes soll es Läden geben. An der Spree sind Stege für 200 Boote und eine neue Uferpromenade geplant, die Teil des Fernradwegs R 1 werden soll. Erste Sanierungsarbeiten am durch Schadstoffe stark belasteten Boden des Geländes begannen Anfang der 2010er Jahre. Für die Ausführung des Bauvorhabens wurden zahlreiche Bäume gefällt und mehrere geschützte Tierarten, wie die dort heimische Dorngrasmücke, mussten wegen des Bauvorhabens umgesiedelt werden.

## Spindlershof in Berlin-Mitte

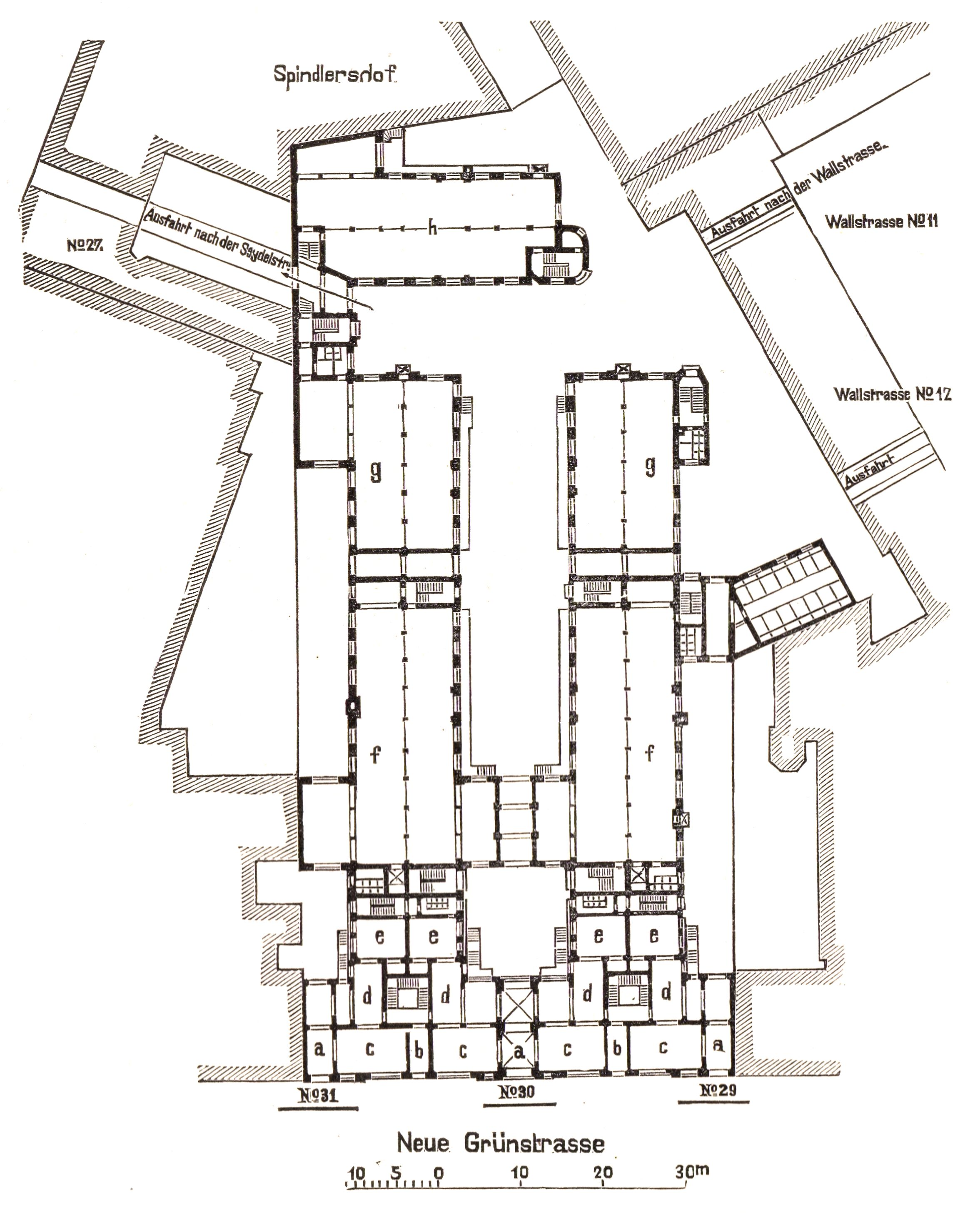
Lageplan

Die Fabrik in der Wallstraße 9/10 (mit Durchgängen zur Seydelstraße und zur Neuen Grünstraße) wurde von 1901 bis 1903 nach Plänen und unter Leitung der Architekten Kayser und von Großheim zu einem Bürogebäude umgebaut: Es entstanden neue Geschäftsräume für das Unternehmen Spindler, die Pelzwarenfabrik Gebrüder Breslauer und andere Firmen. Die Fassaden erhielten Bauschmuck vom Bildhauer Otto Lessing, der die Geschichte des Unternehmens und verschiedene Arbeitsgänge in der Fabrik darstellte. Auf dem als Spindlershof bezeichneten Areal befand sich in Gedenken an Wilhelm Spindler auch ein Gedenkbrunnen des Bildhauers Ernst Wenck.
Den Zweiten Weltkrieg überstand der Gebäudekomplex in der Wallstraße 9–13 zwar, die von Lessing geschaffene Fassadenkunst wurde jedoch weitgehend zerstört. Zu DDR-Zeiten dienten die Gebäude dem VEB Wärmeanlagen-Bau.
Nach der Wende fiel der Komplex in das Eigentum der Stadt Berlin, die ihn 1998 restaurieren ließ. Er wurde zum Berliner Hauptsitz der Deutschen Rentenversicherung Bund.